# Maria Bieniaszewska
Maria Bieniaszewska - lekarz chorób wewnętrznych, hematolog, dziekan wydziału lekarskiego, profesor Gdańskiego Uniwersytetu Medycznego.

## Kariera zawodowa
W 1988 roku ukończyła kierunek lekarski na Akademii Medycznej w Gdańsku. Rok później rozpoczęła studia doktoranckie w Katedrze i Zakładzie Fizjologii. Jednocześnie zatrudniona była w I Klinice Chorób Wewnętrznych Akademii Medycznej w Gdańsku. W 1998 roku otrzymała stopień naukowy doktora nauk medycznych na podstawie dysertacji doktorskiej pt. "Ocena stężenia białek "ostrej fazy", interleukiny-6 oraz TNF-α w procesie stymulacji i regeneracji hemopoezy u zdrowych dawców komórek progenitorowych i chorych na schorzenia limfoproliferacyjne", napisanej pod kierunkiem prof. Andrzeja Włodzimierza Hellmanna, a w roku 2014 stopień doktora habilitowanego na podstawie rozprawy pt. "Znaczenie kliniczne monitorowania chimeryzmu hematopoetycznego u chorych poddanych alogenicznemu przeszczepieniu komórek krwiotwórczych". Z chwilą założenia w 1992 roku gdańskiej Kliniki Hematologii podjęła pracę jako asystent, a następnie jako adiunkt. W 2009 roku została powołana na stanowisko zastępcy ordynatora Kliniki Hematologii i Transplantologii. W trakcie kariery zawodowej odbyła staże zagraniczne: w Klinice Hematologii Szpitala Uniwersyteckiego w Bazylei (Szwajcaria), Klinice Hematologii Uniwersytetu w Lueven (Belgia), w Ospedale Civile Maggiore w Veronie. W 1992 roku uzyskała pierwszy stopień specjalizacji w zakresie chorób wewnętrznych, a w 1995 drugi stopień. W 1999 roku została specjalistą w dziedzinie hematologii. 
W 2010 roku po nawiązaniu współpracy z Oddziałem Radioterapii Gdyńskiego Centrum Onkologii przy współudziale Marii Bieniaszewskiej wprowadzono procedurę procesu napromieniowania całego ciała na terenie Trójmiasta, jako postępowania przygotowawczego do alotransplantacji. Lekarka zajmowała się także tworzeniem Pracowni Hemaferezy i szkoleniem personelu w zakresie donacji alogenicznych i hemaferez leczniczych, a także współorganizowała kliniczną część działalności Ośrodka Dawców Szpiku.
Obecnie pełni funkcję koordynatora Oddziału Transplantacyjnego Kliniki Hematologii i Transplantologii przy Uniwersyteckim Centrum Medycznym. Bierze udział w pracach Polskiej Grupy Szpiczakowej. Zaangażowana była w prace zespołu opracowującego metodę TREG, tj. terapii cukrzycy typu 1, która moduluje aktywność układu odporności  i hamuje proces niszczenia zachowanych jeszcze wysp trzustkowych. Od 2011 roku jest przewodniczącą Polskiego Towarzystwa Hematologów i Transfuzjologów.  W roku 2020 Maria Bieniaszewska została powołana na Wydziale Lekarskim Gdańskiego Uniwersytetu Medycznego na stanowisko prodziekana ds. dydaktycznych.

## Przynależność do organizacji[1]
- European Society of Haematology (EHA);
- European Society for Blood and Marrow Transplantation (EBMT);
- Polskie Towarzystwo Hematologów i Transfuzjologów (PTHiT);
- Polska Grupa ds. Leczenia Białaczek u Dorosłych;
- Polska Grupa Szpiczakowa;
- Polska Unia Ośrodków Transplantacyjnych

## Nagrody i odznaczenia
- Medal Polskiego Towarzystwa Hematologów i Transfuzjologów[11];
- Złoty Krzyż Zasługi[12]

## Polityka
W marcu 2020 roku  w trakcie trwania pandemii Covid-19 M. Bieniaszewska jako jeden z 688 przedstawicieli samodzielnych pracowników naukowych medycyny podpisała się pod apelem kierowanym do premiera i prezydenta RP o wstrzymanie wyborów prezydenckim zaplanowanych na 10 maja 2020 i przeniesienie na termin późniejszy. 

## Wybrane publikacje

### Książki
- Katedra i Klinika Hematologii i Transplantologii w 25-lecie działalności ośrodka przeszczepiania szpiku (2019)[14]
- Hematologia w gabinecie lekarza Podstawowej Opieki Zdrowotnej (2017)[15];
- Znaczenie kliniczne monitorowania chimeryzmu hematopoetycznego u chorych poddanych alogenicznemu przeszczepieniu komórek krwiotwórczych (2013);
- Pneumonologia praktyczna (przekład; 1995)[16]

### Artykuły naukowe
- Palifermin does not influence the incidence and severity of GvHD nor long-term survival of patients with hematological diseases undergoing HSCT (2011)[17]
- Leczenie przewlekłych zespołów mieloproliferacyjnych Ph ujemnych (2009)[18];
- Określenie progowej liczby kopii wirusa CMV w reakcji PCR w czasie rzeczywistym wskazującej na aktywną replikację wirusową u chorych po allogenicznej transplantacji komórek krwiotwórczych (2009)[19]
- Aktualne wskazania diagnostyczno-terapeutyczne panelu ekspertów w nadpłytkowości samoistnej (2008)[20]
- Hemafereza lecznicza (2006)[21];
- Skuteczna terapia talidomidem wznowy szpiczaka mnogiego po autologicznym i allogenicznym przeszczepie szpiku oraz infuzji limfocytów dawcy (2004)[22];
- Kliniczne znaczenie wczesnego, całkowitego chimeryzmu po allogenicznej transplantacji komórek macierzystych hematopoezy (2004)[23]
- Allogeniczne przeszczepienie szpiku kostnego u chorego z zespołem hypereozynofilowym (2003)[24]
- Allogeniczne transplantacje komórek progenitorowych hemopoezy w przewlekłej białaczce szpikowej : doświadczenia ośrodka gdańskiego (2002)[25];
- Transformacja megakarioblastyczna nadpłytkowości samoistnej (2002)[26];